# Купа на България по волейбол жени 2017/2018

## За турнира
Турнирът за Купата на България сезон 2017/2018 се провежда през месец декември 2017 г.
В периода 21-23.12.2017 г.
Град домакин е избран Стара Загора.
Мачовете се провеждат в Общинска спортна зала Иван Вазов.

## Регламент
След приключване на 1-вия полусезон в НВЛ завършилите от 1-во до 6-о място получават право да се състезават в турнира, завършилия на 7-о място а именно отбора на ВК Казанлък Волей не получава право на участие.
Завършилите отбори на първите 2 места се класират директно на полуфиналите а това са ВК ЦСКА София ВК Марица (Пловдив)
Останалите отбори ВК Левски София ВК Раковски Димитровград ВК Славия ВК Берое Ст. Загора започват от четвъртфинали.
Мачовете се провеждат в 1 среща.

### Схема на турнира
2017-12-21	17:00
| Домакин             | Резултат | Гост                     |
| ------------------- | -------- | ------------------------ |
| ВК Берое Ст. Загора | 2-3 *    | ВК Раковски Димитровград |

2017-12-21	19:30
| Домакин         | Резултат | Гост      |
| --------------- | -------- | --------- |
| ВК Левски София | 3-0 *    | ВК Славия |

2017-12-22	19:30
| Домакин         | Резултат | Гост          |
| --------------- | -------- | ------------- |
| ВК Левски София | 3-0 *    | ВК ЦСКА София |

2017-12-22	17:00
| Домакин                  | Резултат | Гост                |
| ------------------------ | -------- | ------------------- |
| ВК Раковски Димитровград | 0-3 *    | ВК Марица (Пловдив) |

2017-12-23	15:00
| Домакин         | Резултат | Гост                |
| --------------- | -------- | ------------------- |
| ВК Левски София | 1-3 *    | ВК Марица (Пловдив) |

| Шампион на Купа България 2017/18 |
| -------------------------------- |
| ВК Марица (Пловдив) 4-та купа    |